# The Sims
The Sims serija je strateških videoigara, simulacija života, koju je razvio Maxis, a objavio Electronic Arts. Franšiza je prodana u gotovo 200 milijuna primjeraka širom svijeta i jedna je od najprodavanijih serija videoigara svih vremena.
Igre u seriji The Sims uglavnom su sandbox igre, jer im nedostaju definirani ciljevi (osim nekih kasnijih proširenja i konzola koje su uvele ovaj stil igranja). Igrač stvara virtualne ljude zvane "Sims", smješta ih u kuće i pomaže im usmjeriti raspoloženje i udovoljiti njihovim željama. Igrači mogu smjestiti svoje Simse u unaprijed izgrađene domove ili ih sami izgraditi. Svaki uzastopni paket proširenja i igra u seriji povećali su ono što igrač može učiniti sa svojim Simovima.
Serija The Sims dio je veće serije 'Sim' koju je 'SimCity' pokrenuo 1989. godine. Zadnja igra u serijalu je The Sims 4 koja je izašla 2014. godine te dan danas dobiva nova ažuriranja i dodatke. 

## Razvoj igre
Dizajner igara Will Wright bio je nadahnut stvaranjem "virtualne kuće za lutke" nakon što je izgubio svoj dom tijekom vatrene oluje u 1991. Zamjena doma i ostalog posjeda natjerala ga je na razmišljanje o prilagodbi tog životnog iskustva u igru. Kad je Wright u početku iznosio svoje ideje upravnom vijeću Maxisa, bili su skeptični i nisu davali potporu ili financirali igru. Direktori tvrtke Electronic Arts, koja je kupila tvrtku Maxis 1997. godine, imali su pozitivniji pogled na izgradnju Sim franšize. Glavni razlog zašto je taj što im je 'SimCity' postigao velik uspjeh.

## Igre

### Glavna serija

#### The Sims (2000)
The Sims je bila prva igra u seriji. Razvila ju je tvrtka Maxis, a objavio Electronic Arts, izdana je za Microsoft Windows 4. veljače 2000. Igra je koristila dimetrijsku projekciju i sadržavala je otvorenu simulaciju dnevnih aktivnosti jedne ili više virtualnih osoba ("Sims") u prigradskom području u blizini SimCityja. Objavljeno je sedam proširenja i dva deluxe izdanja s ekskluzivnim sadržajem. Igra je prepakirana u nekoliko različitih formata, a različite verzije objavljene su na nekoliko različitih platformi. Do 22. ožujka 2002, The Sims su prodali više od 6,3 milijuna primjeraka širom svijeta, nadmašivši Myst kao najprodavaniju PC igru u povijesti u to vrijeme. Originalna igra, svih sedam paketa proširenja i dva deluxe izdanja paketa sadržaja čine prvu generaciju računala. Maxis je razvio sva izdanja za računala. Do veljače 2005., igra je isporučila 16 milijuna primjeraka širom svijeta.
The Sims su dobili sedam paketa za proširenje:
- The Sims: Livin' Large
- The Sims: House Party
- The Sims: Hot Date
- The Sims: Vacation
- The Sims: Unleashed
- The Sims: Superstar
- The Sims: Makin' Magic

#### The Sims 2 (2004)
Electronic Thems objavio je The Sims 2 14. rujna 2004. Nastavak koji je razvio Maxis odvija se u potpuno 3D okruženju za razliku od dimetrijske projekcije originalne igre. Sim stari kroz sedam životnih stadija, od djetinjstva do starosti i kasnije smrti. Druga glavna značajka je sustav za aspiraciju. Svaki Sim pokazuje želje i strahove u skladu sa svojim težnjama i osobnošću. Slijedom toga, razina mjerača aspiracije određuje učinkovitost Sim-a u izvršavanju zadataka. Ispunjavanje želja pruža točke za težnju, koje se mogu koristiti za kupnju nagrada za težnju. Igra također sadrži jasne dane u tjednu, vikendima kada djeca mogu ostati kod kuće iz škole i praznicima kada odrasli mogu uzeti slobodno vrijeme s posla.
The Sims 2 smješten je nekih 25 godina nakon originalne igre. Na primjer, obitelj Goth značajno je ostarila, a Bella Goth misteriozno nestaje ("umire") u nekom trenutku u 25 godina. Budući da je cijela igra napredovala od 2D spriteova do 3D modela, sav sadržaj u The Sims 2 morao je biti kreiran od temelja. Zbog toga The Sims 2 nije unatrag kompatibilan s bilo kojim sadržajem iz prve generacije glavne serije. Međutim, neki su objekti i značajke iz originalne serije prepravljeni za nastavak.
Electronic Arts objavio je osam paketa proširenja (expansion packs) i devet "stuff packs" za The Sims 2. Preko 400 predmeta također je objavljeno za igru putem The Sims 2 Store. Također, predmeti, uključujući predbilježbe, puštani su tijekom životnog ciklusa ove generacije.
The Sims 2 dobio je osam paketa za proširenje:
- The Sims 2: University
- The Sims 2: Nightlife
- The Sims 2: Open for Business
- The Sims 2: Pets
- The Sims 2: Seasons
- The Sims 2: Bon Voyage
- The Sims 2: FreeTime
- The Sims 2: Apartment Life

"Stuff pack", dodaci koji povećavaju samo količinu sadržaja kao što su predmeti i odjeća, također su pušteni u prodaju uz igru The Sims 2. Do sad je izašlo sedam dodataka za igru The Sims 2:
- The Sims 2: Family Fun Stuff
- The Sims 2: Glamour Life Stuff
- The Sims 2: Happy Holiday Stuff
- The Sims 2: H&M Fashion Stuff
- The Sims 2: Celebration Stuff
- The Sims 2: Teen Style Stuff
- The Sims 2: Kitchen & Bath Interior Design Stuff

#### The Sims 3 (2009)
Electronic Arts objavio je The Sims 3 2. lipnja 2009. Nastavak je najavio EA u studenom 2006. godine. Igra je smještena 25 godina prije originalne igre te je prva igra u serijalu koja sadrži otvoreno, besprijekorno susjedstvo. Također sadrži poboljšane alate za stvaranje Simsa, poboljšane funkcije načina izrade i kupnje te uvođenje želja i ciljeva. Igra je uvela novi oblik usmjerenog igranja kroz male, postepene ciljeve predstavljene kao mogućnosti za igrača da slijedi ili odbije. The Sims 3 prodan je u 1,4 milijuna primjeraka u prvom tjednu, što ga čini najvećim izdanjem u povijesti PC igara u to vrijeme.
The Sims 3 smješten je 25 godina prije The Sims 1. Na primjer, obitelj Goth puno je mlađa, a Bella Goth, odrasla osoba u prvoj igri, dijete je i zove se Bella Bachelor.
Za treću generaciju serije objavljeno je jedanaest paketa proširenja i devet paketa stvari. Također, mnogi su predmeti dostupni na mreži uz dodatne naknade u trgovini The Sims 3 Exchange.
The Sims 3 primio je jedanaest paketa za proširenje: 
- The Sims 3: World Adventures
- The Sims 3: Ambitions
- The Sims 3: Late Night
- The Sims 3: Generations
- The Sims 3: Pets
- The Sims 3: Showtime
- The Sims 3: Supernatural
- The Sims 3: Seasons
- The Sims 3: University Life
- The Sims 3: Island Paradise
- The Sims 3: Into the Future

"Stuff pack" također su pušteni u prodaju i uz igru The Sims 3. Do sad je izašlo devet dodataka za igru The Sims 3:
- The Sims 3: High-End Loft Stuff
- The Sims 3: Fast Lane Stuff
- The Sims 3: Outdoor Living Stuff
- The Sims 3: Town Life Stuff
- The Sims 3: Master Suite Stuff
- The Sims 3: Katy Perry's Sweet Treats
- The Sims 3: Diesel Stuff
- The Sims 3: 70s, 80s, & 90s Stuff
- The Sims 3: Movie Stuff

#### The Sims 4 (2014)
Electronic Arts najavio je The Sims 4 6. svibnja 2013. U priopćenju se navodi da je igru razvijao Maxis kao i dosadašnje igrice u serijalu. The Sims 4 odvija se u alternativnom okruženju / vremenskoj traci iz prethodnog dijela igre. Kasnije u 2014. najavljeni su daljnji detalji o značajkama i igranju. Datum izlaska 2. rujna 2014. najavljen je na E3 2014.
Od studenog 2020. objavljeno je šesnaest paketa za proširenje, dvanaest "game packs" (dodatni gamplay) i devetnaest "stuff packs", a ažuriranja su dodala sadržaj koji prije nije bio prisutan zbog vremenskih ograničenja, poput podruma, duhova, bazena, modularnih stepenica, mališana, nove karijere, terenski alati i dodatni skintonovi.
Do sada Sims 4 primio je preko deset paketa za proširenje uključujući sljedeće: 
- The Sims 4: Get to Work
- The Sims 4: Get Together
- The Sims 4: City Living
- The Sims 4: Cats & Dogs
- The Sims 4: Seasons
- The Sims 4: Get Famous
- The Sims 4: Island Living
- The Sims 4: Discover University
- The Sims 4: Eco Lifestyle
- The Sims 4: Snowy Escape
- The Sims 4: Cottage Living
- The Sims 4: High School Years
- The Sims 4: Growing Together
- The Sims 4: Horse Ranch
- The Sims 4: For Rent
- The Sims 4: Lovestruck

## Spin-offs

### The Sims Online
U prosincu 2002. godine, Electronic Arts objavio je The Sims Online koji je razvio Maxis. Stvara The Sims kao masovnu mrežnu igru za više igrača, u kojoj ljudski igrači mogu međusobno komunicirati. Recenzije za The Sims Online bile su sumnjive; mnogi su njegovo iskustvo uspoređivali s ogromnom čavrljaonicom. 1. kolovoza 2008. EA Land je ugašen.

### The Sims Stories
The Sims Stories serija je videoigara iz serije The Sims objavljenih u razdoblju 2007–2008, temeljenih na modificiranoj verziji motora The Sims 2. Izmijenjeni motor za igre optimiziran je za igranje na sustavima slabijih specifikacija, poput prijenosnih računala. Kao takvi, njezini su sistemski zahtjevi niži od zahtjeva The Sims 2, ali i dalje se mogu igrati na radnim površinama. Serija je predstavljena uglavnom za tri segmenta tržišta: one koji žele igrati The Sims 2 na svojim prijenosnicima (koji obično imaju niže specifikacije); oni koji se žele baviti drugim aktivnostima kao što su razmjena trenutnih poruka tijekom igranja igre, i; oni koji su novi u franšizi. Pored načina besplatne igre s klasičnim, otvorenim igranjem, igre sadrže strukturirani, linearni način priče u kojem igrači moraju ispuniti niz ciljeva kako bi napredovali u priči. Iako životne priče i priče o kućnim ljubimcima sadrže po dvije zasebne priče, Castaway Stories sadrži jednu priču koja je dvostruko duža od bilo koje priče u prve dvije igre. Kao uvodna serija, glavne značajke uklonjene su ili modificirane od onih u The Sims 2. Primjerice, strahovi su u potpunosti uklonjeni u sve tri igre, a stariji životni stadij potpuno je uklonjen u Pets Stories. Službeno, datoteke za spremanje iz ove serije nisu kompatibilne s glavnim igrama The Sims 2. Međutim, igrači su doživjeli uspjeh u prilagodbi nekih datoteka.

### The Sims Carnival
The Sims Carnival bio je marka ležernih igara The Sims. Imao je dvije odvojene linije proizvoda. Prvo, to je bila internetska zajednica web igara s mnoštvom izvora. Drugo, bila je to serija pakiranih naslova igara prodanih u maloprodajnim trgovinama i digitalnom preuzimanju.

### The Sims Medieval
The Sims Medieval akcijska je spin-off igra puštena uloga objavljena 2011. godine. Smještena je u srednjovjekovna vremena, a iako se temelji na motoru The Sims 3, igra vrlo različito. The Sims Medieval ima jedan paket proširenja, Pirates and Nobles.

### The Sims Social
Pokrenuta u kolovozu 2011., The Sims Social je igra zasnovana na Flash-u koju je za Facebook razvio Playfish. EA je najavila da je igra nadograđena s Beta na Live status u priopćenju za tisak objavljenom 23. kolovoza 2011. Zbog negativnih odgovora igrača, igra je ugašena i uklonjena s Facebooka 14. lipnja 2013. 

## Vanjske poveznice
- The Sims arhivirano 3. lipnja 2002. godine
- The Sims 4 arhivirano 25. veljače 2021. godine
- The Sims 3 arhivirano 25. veljače 2021. godine